# Zecchino d'Oro 1998
Il quarantunesimo Zecchino d'Oro si è svolto a Bologna dal 26 al 29 novembre 1998. L'anteprima condotta da Milly Carlucci si è svolta il 22 novembre.
È stato presentato da Cino Tortorella, Giorgio Comaschi (nei panni del mago Zurloff), Cristina D'Avena, ai quali si aggiunge Milly Carlucci per la serata finale trasmessa in prime time.
Come nell'edizione precedente, anche in questa edizione solo 6 canzoni su 14 partecipano alla serata finale. 
Il Fiore della solidarietà del 1998 è dedicato alla costruzione del centro d'accoglienza "Mariele Ventre" in Perù e della "Mariele Ventre primary school" in Papua Nuova Guinea.
Ospiti delle varie giornate: Anna Scalfati, Max Pezzali, Antonella Clerici, Loris Capirossi, Tiziana Ferrario, Mauro Serio, Rossella Izzo, Marco Mattolini, Cloris Brosca, Francesca Barberini, Dado Coletti, Beppe Signori,  Alessandro Greco, Heather Parisi, Nino D'Angelo, Nino Manfredi, Fiamma Izzo, Andrea Lucchetta, Melba Ruffo, Elisabetta Gardini, Beppe Severgnini.

## Brani in gara
- Batti cinque (4/4 di silenzio) (Testo: Emilio Di Stefano/Musica: Franco Fasano) - Federica D'Andrea (8 anni) e Stefano Maiuolo (7 anni)
- Coccole! (Testo: Monica Pipino/Musica: Monica Pipino) - Giulia Maineri (6 anni)
- Il bar di Dario il dromedario (Testo: Gian Marco Gualandi/Musica: Gian Marco Gualandi) - Giordano Orchi (9 anni)
- Il mio amico Mosè (Testo: Idalberto Fei/Musica: Pino Massara) - Marica Ricci (5 anni) e Pierfrancesco Rossi (8 anni)
- Il tappeto volante  (Num tapete voador) ( Portogallo) (Testo italiano: Alessandra Valeri Manera) - Ana Ribeiro da Maia (8 anni)
- Il tesoro del re (The treasure of Algajara) ( Regno Unito) (Testo italiano: Francesco Freyrie) - Alessia (5 anni) e Fabio Lendrum (7 anni)
- La mamma della mamma (Testo: Franco Fasano, Gianfranco Grottoli, Andrea Vaschetti/Musica: Franco Fasano, Gianfranco Grottoli, Andrea Vaschetti) - Liliana Neglia (8 anni)
- La terraluna  (غنوا معنا) ( Siria) (Testo italiano: Alberto Testa, Fabio Testa) - Hala al Sabbagh (هالة هاني الصباغ) (9 anni)
- Piove con il sole (წვიმა) ( Georgia) (Testo italiano: Giorgio Calabrese) - Tinatin Jamburia (თინათინ ჯამბურია) (7 anni)
- Preghiera (Abodee yeye nwanwa) ( Ghana) (Testo italiano: Sandro Tuminelli) - Yefa Nana Obeng Kujo (6 anni)
- Quando la tigre non ci sarà più (Testo: Oscar Avogadro/Musica: Oscar Avogadro, Bruno Marro) - Valeria Bollino (4 anni) , Laura Lombardi (5 anni) e Anna Marsonetto (4 anni)
- Signor Meteo (Testo: Vito Pallavicini/Musica: Toto Cutugno) - Sebastiano Di Maria (7 anni)
- Terra (Canción por la naturaleza)[3] ( Bolivia) (Testo italiano: Sergio Menegale) - Neiza Carola Salas Alipa (9 anni)
- Un cuoricino in più (Ein Schwesterlein) ( Germania) (Testo italiano: Francesco Rinaldi) - Fabio Herbert Kaufmann (6 anni)

## Ascolti
| Data                                    | Ascolto medio | Share  |
| --------------------------------------- | ------------- | ------ |
| Anteprima domenica 22 novembre 1998     | 6.090.000     | 23,23% |
| 1ª giornata giovedì 26 novembre 1998    | n.d.          | n.d.   |
| 2ª giornata venerdì 27 novembre 1998    | n.d.          | n.d.   |
| 3ª giornata sabato 28 novembre 1998     | n.d.          | n.d.   |
| Serata finale domenica 29 novembre 1998 | 7.067.000     | 27,62% |
| Media                                   | n.d.          | n.d.   |